# Хайнц, Ярослав
Ярослав Хайнц (чеш. Jaroslav Hainz; 17 сентября 1883, Прага, Цислейтания — не ранее 1914 и не позднее 1918, Российская империя) — богемский теннисист. Участник летних Олимпийских игр 1912 года.

## Биография
Ярослав Хайнц родился 17 сентября 1883 года в австро-венгерском городе Прага (сейчас в Чехии).
В 1909 году дошёл до финала одиночного разряда международного теннисного турнира в Будапеште, где проиграл Ладиславу Жемле из Богемии.
В 1912 году вошёл в состав сборной Богемии на летних Олимпийских играх в Стокогольме. В турнире на крытых кортах в одиночном разряде в 1/16 финала проиграл Карлу Кемпе из Швеции — 1:6, 4:6, 6:3, 3:6. Также был заявлен в турнире на крытых кортах в парном разряде вместе с Йозефом Шебеком из Богемии, но не вышел на старт.
Погиб в Российской империи в бою во время Первой мировой войны.

## Память
С 1921 года в Чехословакии проводили теннисный турнир памяти Ярослава Хайнца.